# Festuca africana
Festuca africana är en gräsart som först beskrevs av Eduard Hackel, och fick sitt nu gällande namn av Clayton. Festuca africana ingår i släktet svinglar, och familjen gräs. Inga underarter finns listade i Catalogue of Life.